# Okręg Conthey
Conthey (fr. District de Conthey, niem. Bezirk Gundis) – okręg w Szwajcarii, w kantonie Valais. Siedziba administracyjna okręgu znajduje się w miejscowości Conthey.  
Okręg składa się z pięciu gmin (Commune; Politische Gemeinde) o powierzchni 234,20 km² i o liczbie mieszkańców 29 856.

## Gminy
1. Ardon
2. Chamoson
3. Conthey
4. Nendaz
5. Vétroz